# صوفيا ريز
أورسولا صوفيا ريز بينيرو (بالإسبانيّة: Úrsula Sofía Reyes Piñeyro) والمعروفة باسم صوفيا ريز، هي مغنّية بوب مكسيكيّة من مواليد 25 أيلول/سبتمبر 1995م.
صعدت إلى الشّهرة عام 2018م بأغنيتها "1،2،3" الّتي ظهرت فيها مع جيسون ديرولو ودي لا غيتو.
عام 2019م، أصدرت أغنية "RIP" مع المغنّية البرازيليّة أنيتا والمغنّية البريطانية ريتا أورا. 

## روابط خارجية
- الموقع الرسمي
- صوفيا ريز في قاعدة بيانات الأفلام على الإنترنت